# Alcevsk
Alcevsk este un oraș în estul Ucrainei, în Regiunea Luhansk. Industria siderurgică și chimică. Între 1931 și 1961 localitatea s-a numit Voroșilovsk, iar până în 1991 Komunarsk.
Acest oraș în prezent este sub controlul Rusiei din cauza Războiul Ruso-Ucrainean (2014–prezent).

## Demografie
Componența lingvistică a orașului Alcevsk
     Rusă (83,58%)
     Ucraineană (15,26%)
     Alte limbi (0,29%)
Conform recensământului din 2001, majoritatea populației orașului Alcevsk era vorbitoare de rusă (83,58%), existând în minoritate și vorbitori de ucraineană (15,26%).